# Legio III Cyrenaica
Legio tertia Cyrenaica ou Legio III Cyrenaica ("Terceira legião Cirenaica") foi uma legião do exército imperial romano. Suas origens são obscuras: uma fonte afirma que ela provavelmente foi criada por Marco Antônio por volta de 36 a.C. quando ele era o governador da província de Cirenaica; outra hipótese é que ela teria sido comandada por Lúcio Pinário Escarpo, um aliado de Marco Antônio indicado por ele como governador da Cirenaica. Seja como for, há registros dela na Síria no início do século V. Seu emblema é desconhecido, mas é provável que tenha sido o tridente de Marco Antônio.

## História
A III Cyrenaica foi uma das mais longevas legiões romanas, mas as dificuldades para identificar suas origens são muitas. Em primeiro lugar, os historiadores modernos (como Cary & Scullard, Pat Southern, Michael Grant, Phil Barker, Stephen Dando-Collins e Pollard & Berry) concordam que há lacunas importantes nos registros e, por isso, é praticamente impossível afirmar de forma autoritativa que uma legião específica tenha sido a responsável por uma dada ação militar ou batalha. Em segundo, é bastante comum a confusão da numeração das legiões resultante do costume romano de nomear variadas unidades ao longo dos séculos como "Legio III", o que reduziu a possibilidade de identificação aos casos nos quais o cognome aparece, como em "Legio III Cyrenaica". Como exemplo, em 20 d.C., havia, somente na região sul e leste do Mediterrâneo, uma Legio III Augusta, baseada na África, a Legio III Cyrenaica, no Egito, e a Legio III Gallica na Síria.
É possível que a III Cyrenaica tenha se baseado primeiro em Alexandria, no Egito, compartilhando uma "fortaleza dupla" com a Legio XXII Deiotariana, onde ela ficou por cerca de um século antes de ser realocada para Bostra, na Síria romana. Porém, o costume romano de enviar vexillationes (destacamentos de uma ou mais coortes com cerca de 480 legionários cada) de suas legiões para participar de campanhas específicas (que poderiam durar anos) complica significativamente atribuir de forma absoluta sobre qual legião lutou em que local. Além disso, apesar da cronologia mais abaixo, é importante notar que o tempo total que a III Cyrenaica serviu junto com a XXII Deiotariana no Egito é incerto; outra legião baseada na mesma região, a II Traiana Fortis, é creditada como sendo a companheira da vigésima-segunda a partir de 127. Igualmente, nas campanhas contras os partas, qual das várias legiões chamadas de "terceira" serviram de fato na Pártia é difícil de discernir (as fontes citam pelo menos três. Sabe-se que Cneu Domício Córbulo — um general romano que lutou contra os partas na Armênia entre 55 e 67 — recebeu vexillationes da guarnição egípcia, mas não se sabe exatamente de qual das legiões. Em 215 d.C., na época do imperador Caracala, a III Parthica aparece guarnecendo a Mesopotâmia (o que sugere que ela estava envolvida na campanha parta), a III Gallica na Síria, a III Augusta no norte da África e a III Cyrenaica na Arábia Pétrea. Sabe-se também que o imperador Sétimo Severo (197) criou três legiões — I Parthica, II Parthica e III Parthica — para servir no oriente, deixando a II Parthica em Roma e levando as outras duas para apoiar sua campanha contra os partas. Entre 140 e 395, a III Cyrenaica esteve sediada em Bostra (na Síria), a leste do mar da Galileia.

### Cronologia

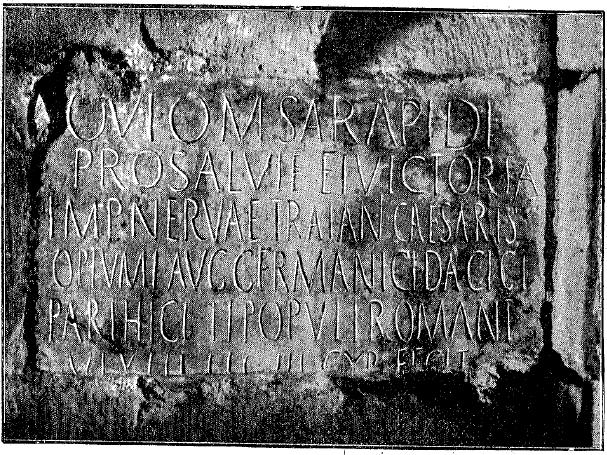
Inscrição sobre a Legio III Cyrenaica descoberta em Jerusalém (c. 117), hoje perdida.

A lista a seguir é uma compilação das campanhas e ações que a Legio III Cyrenaica aparentemente participou:
- 35 a.C. (?) – Criação da legião.
- 31 a.C. – Batalha de Ácio: acredita-se que, antes ou depois da derrota de Marco Antônio e o Cleópatra por Otaviano (futuro imperador Augusto), os soldados da Legio III Cyrenaica desertaram Marco Antônio e passaram a apoiar Otaviano, o que evitou que a legião fosse debandada.
- 26-5 a.C. – Campanha na Arábia Feliz (região do atual Iêmen), comandada por Élio Galo, prefeito do Egito.
- 23 a.C. – Campanha contra invasores núbios. Destacamentos da terceira são lotados em Tebas.
- 23 (?) a.C (d.C.?) – A presença militar romana no Egito é reduzida a duas legiões: a III Cyrenaica e a XXII Deiotariana. Se havia outras e quais seriam, não se sabe.
- 7-11 d.C. – Período no qual a "fortaleza dupla" em Alexandria teria sido criada.
- 11 d.C. – Elementos da III Cyrenaica, comandados por Públio Juvêncio Rufo, são movimentados para Berenice.
- 39-40 – Um destacamento da terceira foi enviado para a costa norte da Gália (moderna França) para apoiar as legiões do imperador Calígula em sua invasão da Britânia.
- 58-63 – Sob o comando de Cneu Domício Córbulo, elementos da terceira combateram na fronteira parta.
- 66-70 – Primeira Revolta Judaica. Elementos da terceira e da vigésima-segunda abriram caminho até Jerusalém e, com o apoio de diversas outras legiões, auxiliares e aliados (cerca de 60 000 soldados), cercaram a cidade sob o comando de Vespasiano, o procônsul da África.
- 69 – "Ano dos quatro imperadores". Otão, Vitélio e Galba se declaram imperadores simultaneamente depois da morte de Nero (68 d.C.), lançando o Império Romano no caos.

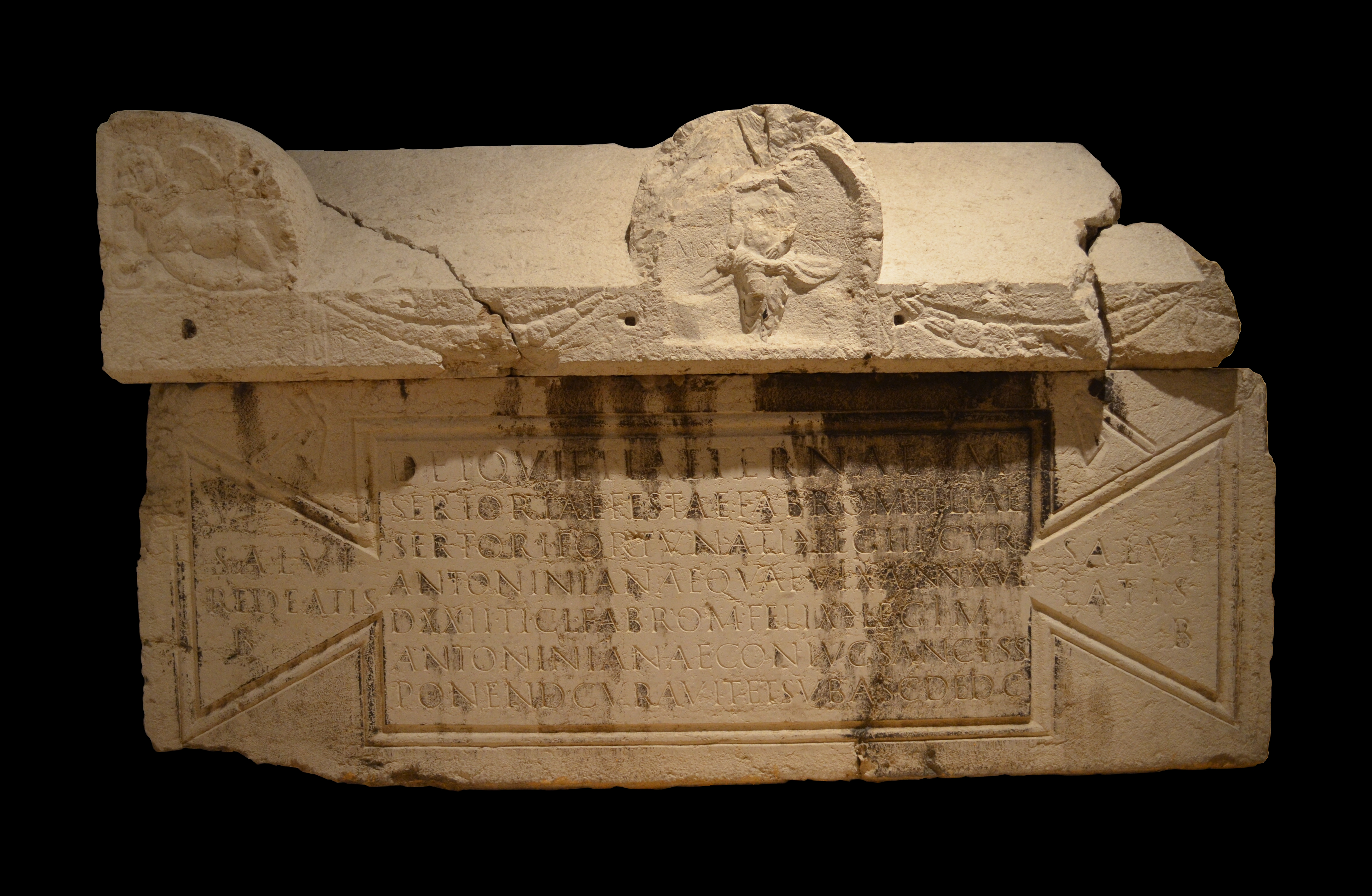
Sarcófago descoberto em Lugduno (atual Lyon) em 1882 citando a Legio III Cyrenaica (e também a I Minervia), atualmente no Musée gallo-romain de Fourvière.

- - 1º de julho – Com o apoio de Caio Licínio Muciano, governador da Síria, e de Tibério Alexandre, prefeito do Egito, Vespasiano lança sua própria reivindicação ao trono. As legiões em Alexandria, dois dias depois das legiões da Judeia e, em seguida, no mês seguinte, as legiões da Síria e da fronteira do Danúbio declararam apoio a Vespasiano, que envia Murciano à Roma com 20 000 soldados enquanto Vespasiano marcha para Alexandria para se apoderar do suprimento de cereais da capital romana com o objetivo de submetê-la pela fome.
  - 22 de dezembro – Ainda no Egito, Vespasiano é declarado imperador.
- 70 – Um vexillatio da Legio III, juntamente com a X Fretensis, completa o cerco de Jerusalém sob o comando do filho de Vespasiano, Tito.
- 84-8 – Acredita-se que um destacamento da terceira tenha sido enviado para consertar uma ponte sobre o rio Danúbio, onde estavam a VII Claudia, IV Flavia Felix e a I ou II Adiutrix. Uma inscrição menciona "a legião do Egito" e, como tanto a III quanto a XXII eram enviadas neste tipo de missão, é possível que tenha sido a III Cyrenaica.
- 90 – Soldados da Legio III construíram uma ponte em Copto.
- 116 – Elementos da terceira (ou da vigésima-segunda?) são enviados para a Judeia para sufocar uma outra revolta, conhecida como Guerra de Kitos.
- 120 ou 127 – A Legio III deixa o Egito e passa a ser sediada em Bostra (na Síria), que foi rebatizada de "Petra" para "Nova Trajana Bostra" em homenagem ao imperador Trajano. Já em sua nova base, a Legio III realiza diversas obras de construção civil e militar, como portões, pontes e um enorme anfiteatro, que ainda existe hoje. No Egito, foi substituída pela II Traiana Fortis.
- 132-6 – Outra revolta na Judeia, a Revolta de Barcoquebas. Acredita-se que elementos da III e da XXII foram enviados para a ajudar. É possível que XXII Deiotariana tenha sido destruída nesta ou, talvez, na revolta anterior.
- 162-166 – Elementos da III estão novamente na Pártia, sob o comando de Lúcio Varo]].
- 193 – "Ano dos cinco imperadores". A terceira apoiou Pescênio Níger em sua fracassada tentativa de tomar o trono depois da morte de Cômodo.
- 262-7 – É possível que elementos da III estivessem envolvidos na luta contra a rainha Zenóbia do Reino de Palmira (Síria).
- Décadas de 420-430 – a Legio III aparece na Notitia Dignitatum como "Praefectus legionis tertiae Cyrenaicae, Bostra".
- 630 (?) – A III Cyrenaica foi provavelmente destruída durante os combates da Conquista muçulmana no Levante.